# Wichaichan
Krom Phra Ratchawang Bowon Wichaichan (Thai : กรม พระราชวัง บวร วิ ไชย ชาญ), (6 avril 1838 - 28 août 1885), est vice-roi de Thaïlande du 2 octobre 1868 au 28 août 1885. 
Il est le fils de Pinklao, vice-roi de Thaïlande de 1851 à 1866 et est né et décédé à Bangkok. Il épouse Prik-lek Na Nagara.

## Biographie
Phra Chao Ong Yodying Prayurayot Bovorn Rachorod Rattana est né le 6 avril 1838. Il est le fils aîné du prince et de la princesse Chutamani But. Son père lui aurait donné un nom anglais en l'honneur de son héros personnel, le premier président des États-Unis, George Washington. Par conséquent, il est parfois appelé Prince George Washington ou Prince George. 